# Bettina Hipf
Bettina Hipf (10 de mayo de 1970) es una deportista alemana que compitió en taekwondo.
Ganó  una medalla de bronce en el Campeonato Mundial de Taekwondo de 1991 y tres medallas en el Campeonato Europeo de Taekwondo entre los años 1990 y 1998. Además, consiguió una medalla de oro en los Juegos Mundiales de 1993.

## Palmarés internacional
| Campeonato Mundial | Campeonato Mundial       | Campeonato Mundial | Campeonato Mundial |
| Año                | Lugar                    | Medalla            | Categoría          |
| ------------------ | ------------------------ | ------------------ | ------------------ |
| 1991               | Atenas (Grecia)          | Medalla de bronce  | +70 kg             |
| Campeonato Europeo |                          |                    |                    |
| Año                | Lugar                    | Medalla            | Categoría          |
| 1990               | Aarhus (Dinamarca)       | Medalla de oro     | +70 kg             |
| 1996               | Helsinki (Finlandia)     | Medalla de plata   | +70 kg             |
| 1998               | Eindhoven (Países Bajos) | Medalla de bronce  | +72 kg             |